# André Stanguennec
 (juillet 2017).
André Stanguennec, né en 1941, est un philosophe français.

## Biographie
Élève du peintre et professeur de dessin Jean-Yves Couliou (1916-1995) au lycée Dupuy-de-Lôme de Lorient, il se destine d'abord à la même carrière que son maître. Exposition au Salon de l'UFOLEA, présentation  au Concours général de dessin (Vannes, 1955). Élève au lycée de Lorient de 1952 à 1958, il découvre la philosophie en classe terminale et opte pour des études dans cette discipline, comme il l'explique dans son livre « Peinture et philosophie » (Presses Universitaires de Rennes ,2011). Toutefois, il continue à dessiner, peindre et exposer en amateur jusqu'à présent (« Visages et paysages », Chantiers Dubigeon, Nantes, 2009; « D'après l'Égypte », Bibliothèque Universitaire, 2011; « Folies de moines », Bibliothèque Universitaire, 2013 et Université Permanente de Nantes, 2015; « Autour du romantisme allemand », Peintures, dessins et textes  Museum d'histoire naturelle de Nantes, 18 et 19 novembre 2016, Bibliothèque Universitaire, février-mars 2018).
Ancien élève de l’historien de la philosophie Victor Goldschmidt et du philosophe Robert Lamblin, agrégé de philosophie et docteur d’État, André Stanguennec a enseigné au lycée de Biarritz (1965-66), puis au lycée Baimbridge de Pointe-à-Pitre (Guadeloupe), de 1966 à 1968, au lycée de Kerichen de Brest  de 1968 à 1969, enfin à l’Université de Nantes de 1969 à 2007. Pendant le séjour d' Alain Renaut comme maître de conférences à l'Université de Nantes (1984-1994), fut créé avec André Stanguennec et Jean-Claude Pinson un petit Centre d'études et de recherches sur le Post-kantisme (CERPK), qui a proposé pendant ces dix années un séminaire ouvert aux enseignants et aux étudiants. Au cours de ces dix années furent publiés: A.Stanguennec, « Hegel critique de Kant », Paris, PUF, 1985, A. Renaut, « Le système du droit: philosophie et droit dans la pensée de Fichte », Paris,  PUF, 1986 ,  J-Cl.Pinson,  « Hegel, le droit et le libéralisme », thèse sous la direction d'A.Stanguennec, Paris, PUF, 1989. André Stanguennec est Professeur émérite de l'Université et Président de la Société nantaise de Philosophie depuis 1996. Ces fonctions l’ont amené à présider le trentième Congrès de l’Association des Sociétés de philosophie de langue française (ASPLF, Nantes, 2004) et à coorganiser chaque année une série de conférences sur un thème annuel, en y invitant nombre de philosophes de notoriété nationale et internationale (Bernard Bourgeois, Alain Finkielkraut, Dominique Lecourt, Pierre Hassner, Jean-Marc Ferry, etc).	
À partir de sa thèse (« Hegel critique de Kant »), d'abord dirigée par Jean Hyppolite (Collège de France) puis par Jacques D'Hondt (alors Professeur à l'Université de Poitiers), ses travaux portent sur Hegel, l'idéalisme et le romantisme allemands ainsi que  sur l'herméneutique contemporaine envisagée particulièrement sous l'angle du symbolisme de la culture (S. Mallarmé, E. Cassirer, H-G. Gadamer) et sur la constitution de la pensée métaphysique et dialectique  à laquelle il consacre ses recherches actuelles complémentairement à ses travaux d'histoire de la philosophie et de philosophie de l'art (poésie et peinture).
Dans ses travaux de métaphysique constituant la « dialectique réflexive », André Stanguennec vise à articuler philosophie critique et métaphysique, en d'autres termes : anthropologie philosophique et ontologie. Cette dernière est construite au moyen d'un jugement de réflexion au sens kantien qui, partant des multiples données particulières de « l'expérience humaine », autant scientifiques qu'éthiques et juridiques , vise à les subsumer sous un concept universel, celui de l'être-soi. Trois modalités spéciales de l'être-soi sont alors distinguées : humaine d'abord, naturelle ensuite, divine enfin. Une telle ontologie générale du soi, ou « séisme », tout à la fois critique et dialectique, remet transcendantalement  en valeur les contenus traditionnels de la psychologie, de la cosmologie et de la théologie. Pour cette dernière, un ultime jugement de réflexion, procédant de l'« analogie de l'être », attribue à l'Idée théologique un « sens » logico-dialectique, élaboré à partir de la Logique hégélienne, moyennant de notables transformations de son statut « dogmatique », ce terme entendu non pas au sens vulgaire  (« qui refuse autoritairement toute discussion »), mais en son sens kantien (« qui procède de manière scientifiquement démonstrative »).
André Stanguennec a été invité à intervenir lors de séminaires, Congrès et jurys de recherches dans de nombreuses Universités françaises (notamment Rennes, Reims, Paris, Lille ) et étrangères (notamment Neuchâtel, Lausanne, Bruxelles, Louvain-La-Neuve) ` Il collabore à la « Revue philosophique de la France et de l'Étranger » pour les recensions de littérature kantienne et post-kantienne.
Un ouvrage collectif, « Herméneutique et dialectique », a été publié en hommage à ses travaux (L'Harmattan, 2012).
Distinctions
2002. Officier dans l'Ordre des palmes académiques (Université de Nantes).
2011. Lauréat du Prix Cardinal Mercier (Université catholique de Louvain) pour ses travaux de métaphysique.
2016. Un des Prix de la Fondation Édouard Bonnefous de l'Institut de France  attribué sur proposition de la section de philosophie de l'Académie des Sciences morales et politiques: « ... pour l'ensemble de son œuvre et en particulier pour sa  biographie intellectuelle d'Ernest Renan ».
2021. Lauréat du Prix Henri Mondor (Académie française) pour son livre « Novalis-Mallarmé. Une confrontation », Paris, Honoré Champion, 2020

### Livres personnels
- André Stanguennec, Hegel, critique de Kant, Paris, PUF, coll. « Philosophie d'aujourd'hui », 1985
- André Stanguennec, Études post-kantiennes, t. I, Lausanne, Éditions L'Age d'Homme, 1987.
- André Stanguennec, Mallarmé et l'éthique de la poésie, Paris, Éditions Vrin, 1992.
- André Stanguennec, Études post-kantiennes, t. II, Lausanne, Éditions L'Age d'Homme, 1994.
- André Stanguennec, Hegel, une philosophie de la raison vivante, Paris, Éditions Vrin, 1997.
- André Stanguennec, Réflexions sur trois sagesses, Nantes, Éditions Pleins Feux, 2001.
- André Stanguennec, La morale des lettres, Paris, Éditions Vrin, 2005.
- André Stanguennec, Le questionnement moral de Nietzsche, Lille, Presses Universitaires du Septentrion, 2005.
- André Stanguennec, La pensée de Kant et la France, Nantes, Éditions Cécile Defaut, 2005.
- André Stanguennec, La dialectique réflexive : Lignes fondamentales d’une ontologie du soi, t. I, Lille, Presses Universitaires du Septentrion, 2006.
- André Stanguennec, Penser les arts et la politique, choix de textes de Mallarmé avec Préface et Notes, Nantes, Éditions Cécile Defaut, Coll. La chose à penser, 2008.
- André Stanguennec, Être, soi, sens, les antécédences herméneutiques de la dialectique réflexive. La dialectique réflexive, t. II, Lille, Presses Universitaires du Septentrion, 2008.
- André Stanguennec, Les horreurs du monde. Une phénoménologie des affections historiques, Paris, Éditions de la Maison des sciences de l'homme, 2010.
- André Stanguennec, Peinture et philosophie, un essai de phénoménologie comparée, Rennes, Presses Universitaires de Rennes, 2011.
- André Stanguennec, La philosophie romantique allemande, Paris, Éditions Vrin, 2011.
- André Stanguennec, Morale et politique. Quelques modèles philosophiques, Vallet, Éditions M-éditer, 2012.
- André Stanguennec, Analogie de l'être et attribution du sens. La dialectique réflexive, t. III, Lille, Presses Universitaires du Septentrion, 2013.
- André Stanguennec, Leçons sur le rationnel et l'irrationnel. Métaphysique, critique, pratique, Paris, Ellipses, 2014.
- André Stanguennec, L'humanisation de la nature. Les épreuves de l'univers, Paris, Éditions de la maison des sciences de l'homme, 2014.
- André Stanguennec, Ernest Renan. De l'idéalisme au scepticisme, Paris, Éditions Honoré Champion, 2015.
- André Stanguennec, Mallarmé.Un théâtre de l'esprit, Paris, Éditions Honoré Champion, 2017.
- André Stanguennec, Monsieur Néant et la Conservatrice, Lyon, Éditions Baudelaire, 2019.
- André Stanguennec, Novalis-Mallarmé. Une confrontation, Paris, Éditions Honoré Champion, 2020.
- André Stanguennec (ill. André Stanguennec), Heurs et malheurs de la ville. Proses et poèmes d'une jeunesse rennaise (1959-1965), Lyon, Éditions Baudelaire, 2020.
- André Stanguennec, Les foyers imaginaires. Trois courts traités de métaphysique, Louvain-La-Neuve, Peeters, Bibliothèque philosophique de Louvain, 2022.
- André Stanguennec, Érasme, Goya, Lewis : folies de moines. Philosophie, politique, esthétique, Éditions Honoré Champion, 2023.
- André Stanguennec, Une interprétation philosophique de C.G.Jung. L'inconscient comme transcendantal, Lille, Presses Universitaires du Septentrion, 2025.

### Sur les ouvrages d'A. Stanguennec
Livres, articles, entretiens, à l'exclusion des recensions.
- P. Menzio, Società Italiana di Comparatistica Letteraria, A.Stanguennec, « Mallarmé et l'éthique de la poésie », Da Baudelaire al limite esthetico. Etica e litteratura nella riflessione francese, Libreria Stampatori, Torino, 2008, Ch.III, Mallarmé: autoreferenzialità o Verbo hegeliano ? et CH. IV Un'etica del gioco del mondo, p.69-84.
- A. Guigot, Le sens de la responsabilité, Paris, L'Harmattan, 2009, Ch.IV.,Finitude et responsabilité, l'exemple de la Dialectique réflexive d'A.Stanguennec,p.197–232.
- A. Guigot, « Qui pense quoi ? Inventaire subjectif des grands penseurs contemporains », Paris, Bayard, 2012, Ch X., Les grands architectes. André Stanguennec, p.292-310.
- M. Le Corre-Chantecaille, Penser avec et contre. La pragmatique transcendantale de K-O.Apel, Paris, Ed.de la Maison des sciences de l'homme, 2012, Conclusion générale, K.O Apel, J-M. Ferry, A.Stanguennec, p.337-345.
- C. Berner, P. Billouet, G. Kirscher, J-M. Lardic, contributions dans « Herméneutique et dialectique. Hommage à André Stanguennec », Paris, L'Harmattan, Collection « La philosophie en commun », P.Billouet (dir), 2012.
- G. Kirscher, Institut Eric Weil, Lille, « Sur la dialectique réflexive d'André Stanguennec et la Logique de la philosophie d'Eric Weil », Institut Eric Weil,article, Textes en ligne, 2014.
- Katia Kanban, Actu-Philosophia, A.Stanguennec, « Leçons sur le rationnel et l'irrationnel », article en ligne, octobre 2014.
- Fr. Guibal, Université Marc Bloch de Strasbourg, « Finitude, réflexion, sens. La systématique métaphysique d'André Stanguennec », article, Revue des sciences philosophiques et théologiques, janvier-mars 2014, tome 98, p.103-121.
- Guillaume Lejeune (Université de Liège) et André Stanguennec, entretien autour de « L'humanisation de la nature », 6 février 2015, en ligne, Actu philosophia.
- Germain Ndong Essono, « De l'éthique environnementale à la dialectique réflexive. Confrontation entre Hans Jonas et André Stanguennec », Paris, L'Harmattan, « Ouverture philosophique », 2016.
- Francis Guibal, « Veilleurs aux frontières », Bergson-Rosenzweig-Girard-Ricoeur-Chalier-Derrida-Nancy-Castoriadis-Stanguennec, Strasbourg, éd. Lessius, Collect. Donner-raison-Philosophie, 2019.
- Pino Menzio, « A.Stanguennec, Novalis-Mallarmé.Une confrontation », in Ricognizioni, Rivista dii lingue, letterature e culture moderne, 16, 2021 (VIII).

### Conférences en ligne
- «Théologie et philosophie de la nature dans la Dialectique réflexive »(février 2007), en ligne sur le site de la Société Nantaise de Philosophie.
- « Kant et les maximes du sens commun »(mai 2008), en ligne sur le site de la Société Nantaise de Philosophie.
- « L'acte d'être et la dialectique réflexive »(décembre 2011), en ligne sur le site de l'Association Louis Lavelle.
- « Mythe, raison et technique chez Ernst Cassirer » (janvier 2015), en ligne sur le site de la Société Nantaise de Philosophie.
- « Une éthique de la violence est-elle possible ? »(octobre 2016), en ligne sur le site Société Nantaise de Philosophie.
- « Le pouvoir des symboles esthétiques : Kant, Novalis, Mallarmé »(janvier 2018), en ligne sur le site Société Nantaise de Philosophie
- « Santé, maladie et médecine selon Nietzsche »(février 2019), en ligne sur le site Société Nantaise de Philosophie.
- « Philosophie environnement, technique »(janvier 2020), en ligne sur le site Société Nantaise de Philosophie.

### Articles et contributions (sélection).
- «Mallarmé et la douleur du monde »,Revue « Littérature »,N°179, septembre 2015.
- « La constitution de l'identité théologique dans les trois réflexions de l'essence dans la science de la logique de Hegel » (Actes du Colloque de Louvain), La Science de la Logique au miroir de l'identité, Bibliothèque philosophique de Louvain, no 98,‎ 2013.
- Hegel, « Le phénomène comme « relation essentielle », La Science de la logique, no 33,‎ 2016, p. 16-23.
- « Les aspects de la relation homme-animal dans les savoirs du romantisme allemand et quelques-uns de leurs prolongements post-romantiques », Arts et sciences du romantisme allemand, Rennes, Presses Universitaires de Rennes,‎ 2018, p. 221-238.
- Le soi et la vérité de l' oeuvre d'art selon H-G.Gadamer, Études germaniques, 2007/2.
- Une éthique de la violence comme défi à la raison, Hammamet, Association tunisiennes des Études philosophiques,Conférence plénière du 18 mars 2019 (La raison et ses défis).
- « Quelques aspects de la forme dans le romantisme allemand : Form, Gestalt, Eidos, Sinnbild », Les formes romantiques de la vie, Paris, Hermann,‎ 2019, p. 21-39.
- « Kant, les penseurs romantiques, Hegel. À propos de la nature, de la géologie et de la minéralogie », Die Würde des Mineral, La dignité du minéral, Verlag Königshausen und Neumann GmbH,‎ 2019, p. 81-98.
- « Éthiques philosophiques et théories écologiques de l’émergence humaine », Homme nouveau, homme ancien. Autour des figures émergentes et disparaissantes de l’humain, Szeged, Hongrie, JATEPress,‎ 2019.
- « Entre littérature et philosophie d'autrefois : quelques correspondances remarquables », Revue philosophique de la France et de l'Étranger, N°2, avril-juin 2023, p.147-164.
- « Autour de Séraphîta. Les rêves d'un visionnaire (Balzac ?) expliqués par les rêves de la métaphysique ( Kant ? ) », Revue Littérature, n°217, mars 2025.

## , RRéférences
1. ↑  Déclaration d'André Stanguennec.Dates :1927-2019. Raison absolue et finitude, Paris, Vrin, 1977. Enseignant à l'Université de Rennes (1956-1964), de Nantes (1964-1970).Une interprétation athée de l’idéalisme hégélien, Paris, L’Harmattan, 1998. Une vie. Autobiographie sociale-politique-philosophique, Paris, L’Harmattan, 2005.Quatre articles publiés sur l’idéalisme allemand.